# Escola Normal

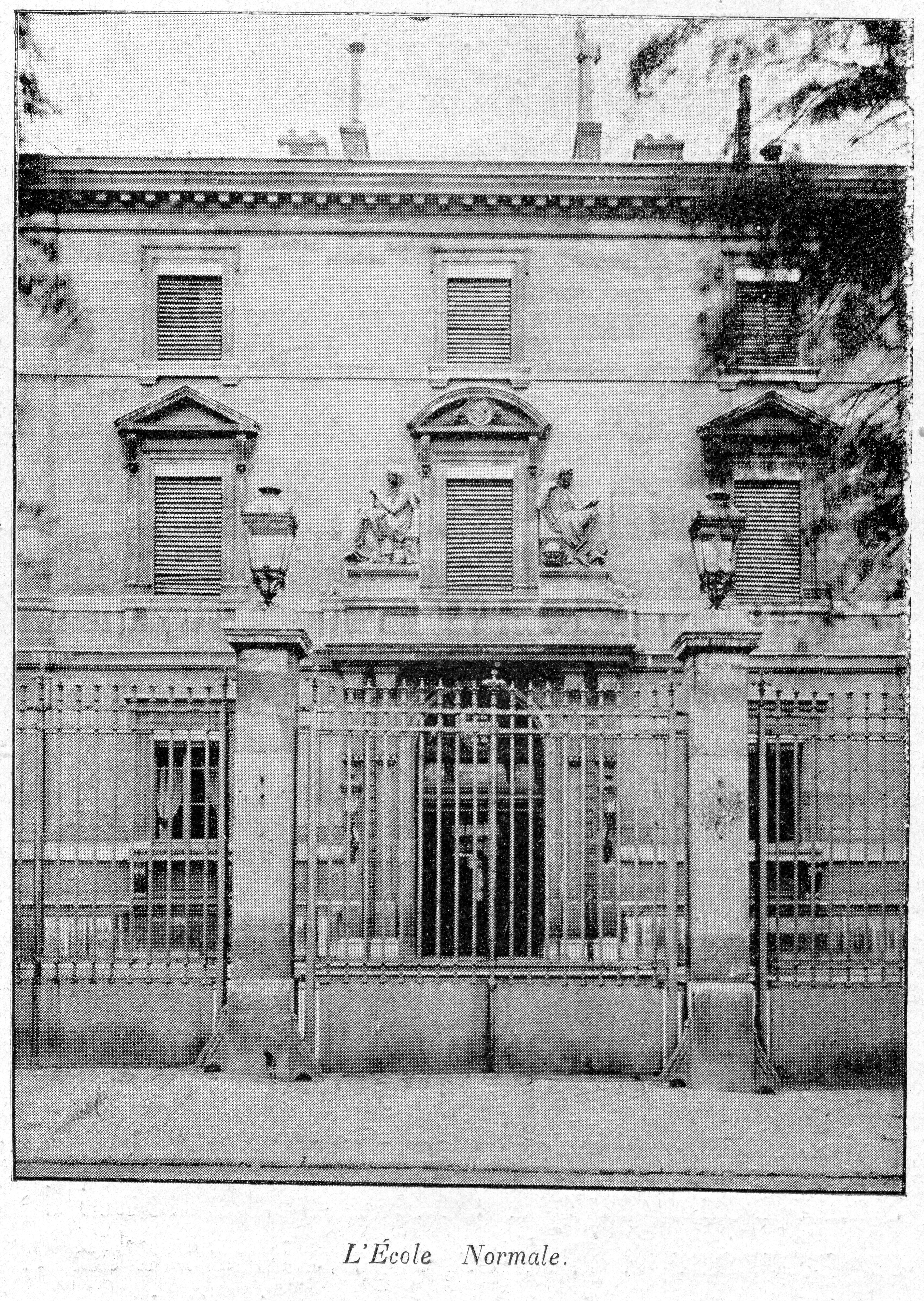
Fachada da École Normale de Paris, a primeira com este nome, em foto de 1897.

Uma escola normal é um estabelecimento de ensino em vários países, onde ocorre a formação em geral de segundo grau, de professores habilitados a lecionar no ensino elementar com o chamado curso normal. 
O nome "Escola Normal" teve seu primeiro uso na França, onde se adotou um sistema de ensino pedagógico nos moldes alemães, e a primeira instituição a receber esta denominação se deu em 1794.

## Histórico
O curso normal teve sua origem nas transformações vividas na Europa a partir do século XVIII com o surgimento da revolução industrial e a necessidade de se levar a educação, até então restrita às classes mais abastadas, para todos; diversos movimentos pressionavam para isto, mas foi somente no século seguinte que a iniciativa começou a se concretizar, tendo por base os ideais de pensadores como Jean-Jacques Rousseau, Pestalozzi e o Marquês de Condorcet.
Ainda no século XVIII, em França, ocorre a experiência de Jean-Baptiste de La Salle que criara um seminário para a educação de leigos, a exemplo do que nos outros lugares os jesuítas ministravam aos pobres, desta feita não apenas voltada ao ensino religioso, sendo este considerado um precursor do ensino normal naquele país; La Salle fundou em várias cidades aquilo que denominou "seminários de professores", seguindo sua crítica da formação improvisada do magistério que então ocorria; defendia que o magistério deveria possuir uma cultura enciclopédica e dominar a leitura, gramática, sistema de pesos e medidas, aritmética e canto, e formar os alunos nos âmbitos de dar-lhes bons hábitos morais e intelectuais, além de conhecimentos variados.
La Salle seguia a orientação católica (foi, mais tarde, santificado); no plano da Reforma o pietismo da Alemanha começara a criar os Seminarium praeceptorum (precursora direta das escolas normais teutônicas) e as Realschulen (escolas técnico-científicas); a formação de professores alemães ocorria principalmente na cidade de Jena mas esta, em 1806, foi destruída pelo exército francês de Napoleão Bonaparte, forçando o país a reorganizar o sistema educacional em todo o país — o que se deu com o privilégio na formação dos professores.
A partir dos ideais da Revolução Francesa se transferiu ao estado o papel de ministrar o ensino público, que até então ficava ao cargo de instituições religiosas; a pressão que a Igreja exercia, contudo, limitava que professores se habilitassem a participar das escolas normais, temendo represálias católicas; a diminuição de poder do clero, com a Revolução, contudo, e a premente necessidade de formação de professores laicos que o movimento necessitava, levou à instalação em janeiro de 1795 da Escola Normal de Paris, criada no ano anterior.

### No Brasil
A primeira escola normal do Brasil foi o Instituto de Educação Professor Ismael Coutinho, criado na cidade de Niterói no ano de 1835. A partir de então, várias outras escolas normais foram sendo criadas nas demais províncias do Império.
O Curso Normal criado em 1835 tinha o objetivo de formar professores para atuarem no magistério de ensino primário e era oferecido em cursos públicos de nível secundário (hoje Ensino Médio). A partir da criação da escola no Município da Corte, várias Províncias criaram Escolas Normais a fim de formar o quadro docente para suas escolas de ensino primário. Desde então o movimento de criação de Escolas Normais no Brasil esteve marcado por diversos movimentos de afirmação e de reformulações mas, não obstante a isso, o Ensino Normal atravessou a República e chegou aos anos 1940/50, como instituição pública fundamental no papel de formadora dos quadros docentes para o ensino primário em todo o país.
Com a Lei de Diretrizes e Bases da Educação (LDB) de 1971, ocorre a substituição das Escolas Normais pela habilitação
específica de Magistério. Com a LDB de 1996, a formação de educadores passa a ocorrer em nível superior, em cursos
de graduação plena: surgem os Institutos Superiores de Educação e as Escolas Normais Superiores.